# Durango (Iowa)
Durango – miasto w Stanach Zjednoczonych, w stanie Iowa, w hrabstwie Dubuque. W 2000 roku liczyło 24 mieszkańców.